# Alejandro Serna
Serna  Toro est un nom espagnol. Le premier nom de famille, en général paternel, est Serna ; le second, en général maternel, souvent omis, est Toro.
Alejandro Serna Toro, né à Fresno (département de Tolima) le 5 février 1984, est un coureur cycliste colombien.

## Biographie

### Saison 2016
Il commence l'année avec l'espérance de faire mieux que la saison précédente, travaillant dur en avant-saison sous les ordres de Rodrigo Pacheco, son directeur sportif. Le relief accidenté de la course en ligne des championnats 2016 lui plaisant, il se voit lutter pour une médaille. Bien plus que la Vuelta al Tolima, qu'elle dispute en "régional de l'étape", le défi numéro un de son équipe est le Tour de Colombie (à l'égal du Clásico RCN). Serna y a pour objectif de monter sur le podium. Bon grimpeur, les contre-la-montre en côte ne lui posent pas de problème au contraire de ceux en plaine, où il doit s'améliorer. En fait de podium, Alejandro Serna termine vingtième du championnat national, à plus de trois minutes de la médaille de bronze.

### 2018
En 2019, après plusieurs cas de dopage détectés en Colombie au cours de cette année, la Fédération colombienne de cyclisme publie une liste des cyclistes sanctionnés par cette organisation depuis 2010. Parmi ces noms figure Alejandro Serna, suspendu pour une durée de quatre ans  à partir du 30 novembre 2018, pour un passeport biologique anormal.

## Palmarès
- 2006
  - 2e étape de la Vuelta al Tolima
  - 2e du Tour de Colombie espoirs
  - 2e de la Vuelta al Tolima
- 2007
  - 2e étape de la Clásica de Girardot
- 2008
  - 3e étape de la Vuelta al Tolima
- 2011
  - 5e étape du Clásico RCN
- 2012
  - 3e étape de la Vuelta al Mundo Maya
  - 2e de la Vuelta al Mundo Maya
- 2015
  - 2e étape de la Vuelta al Tolima
  - 6e étape du Tour de Colombie
  - 10e étape du Clásico RCN
  - 2e de la Vuelta al Tolima
- 2016
  - 2e de la Vuelta al Tolima
- 2018
  - Prologue de la Clásica de Marinilla

## Classements mondiaux
| Année                                 | 2013 | 2014 | 2015 |
| ------------------------------------- | ---- | ---- | ---- |
| UCI America Tour                      | 54e  | nc   | 197e |
|                                       |      |      |      |
| Légende : nc = non classéSource : UCI |      |      |      |